# Acidemia propiônica
Acidemia propiônica ou deficiência de propionil-coenzima A carboxilase é um distúrbio metabólico congênito autossômico recessivo, em que uma forma defeituosa da enzima propionil-coenzima A carboxilase ou sua ausência resultada na acumulação de ácido propiônico causando acidemia (acúmulo de ácidos no sangue). Os sintomas aparecem poucos dias depois do nascimento e causam problemas cardíacos, nutricionais e neurológicos possivelmente fatais. É incomum, atingindo 1 em cada 18.000 dos nascidos no mundo, muitos morrem antes de completar um ano em decorrência desse distúrbio. É mais comum na Arábia Saudita e entre esquimós Inuit e Amish e menos comum nos EUA.

## Causa

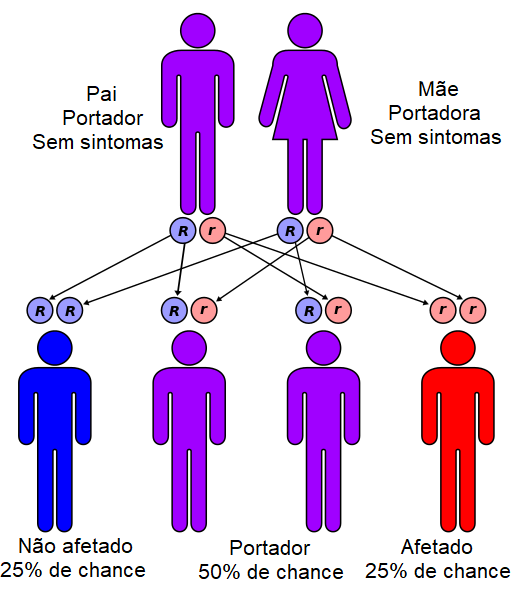
Pai e mãe portadores tem 50% de gerar um filho portador e 25% de gerar um filho com esse distúrbio.(esquema em espanhol)

É herdada dos pais em um padrão autossômico recessivo, o que significa que os pai e mãe portadores sem a doença, tem 25% de chance de transmitir esse distúrbio aos seus filhos. A criança deve receber o gene defeituoso (gene PCCA e PCCB) de ambos pais para desenvolver a condição.
O metabolismo de alguns aminoácidos essenciais (isoleucina, valina, treonina e metionina) produzem propionil-CoA e em menor grau, de colesterol e ácidos graxos de cadeia ímpar também formam propionil-CoA. Em pessoas saudáveis a enzima propionil-CoA carboxilase, que requer biotina como um cofactor, catalisa a conversão de propionil-CoA a metilmalonil-CoA que com outra enzima forma Succinil-CoA e entra no ciclo de Krebs. 

## Sinais e sintomas
A crise geralmente ocorre na primeira semana de vida, mas formas mais moderadas também pode ocorrer em crianças portadores do gene defeituoso, depois de mudanças na alimentação, jejum prolongado ou como consequência de infecções. Os sintomas podem incluir:
- Vômitos,
- Perda de apetite,
- Tônus muscular fraco (hipotonia)
- Desidratação,
- Letargia,

Complicações possíveis incluem:
- Convulsões
- Infarto dos núcleos da base
- Cardiomiopatia
- Danos neurológicos permanentes
- Coma

Evidências clínicas e de imagem sugerem que a acidemia propiônica predispõe infartos bilaterais dos núcleos da base envolvendo o núcleo caudado, putâmen e globo pálido. Formas mais leves pode ser caracterizado pela ausência de algumas destas características clínicas.

## Tratamento
Uma dieta com restrição de proteína (1.5-2mg/kg/dia) é essencial ao tratamento. A suplementação de L-carnitina (100 mg / kg / dia) e a suplementação de biotina (10 mg / dia) também são necessárias. Modificação da dieta e suplementação pode reverter os sintomas clínicos e normalizar achados laboratoriais. O sucesso da terapia pode ser medidos pela queda no nível do ácido propiônico, da acidose e da amônia no soro.